# Jokosuka R2Y
Jokosuka R2Y Keiun (japonsky: 景雲 - Nádherný mrak) byl prototyp průzkumného letounu japonského císařského námořního letectva, postavený v závěru druhé světové války.
Prototyp průzkumného letounu R2Y1 navazoval na typ Jokosuka R1Y, který nebyl pro neuspokojivé výkony realizován. R2Y byl inspirován koncepcí německého předválečného průzkumného letounu Heinkel He 119, jehož prototyp V4 Japonsko získalo ještě před válkou. Ten měl v trupu dva motory, pohánějící společnou vrtuli na přídi letounu. Letoun byl aerodynamicky čistý, ovšem za cenu komplikovaného řešení pohonu. Podobně byl řešený i prototyp německého letounu Messerschmitt Me 509.
Zde dva motory Aiči Ha-70, umístěné ve středu letounu, roztáčely šestilistou stavitelnou vrtuli. Vstup vzduchu do chladiče byl na hřbetě trupu. Novinkou byl také příďový podvozek. Dvoučlenná posádka (pilot a navigátor/radista) seděla ve společné kryté kabině na přídi letounu.
Prototyp byl dokončen v dubnu 1945 a první let provedl 8. května 1945, ale už několik dní nato byl zničen při americkém náletu. Tím projekt R2Y skončil.
Existovaly také plány na vývoj jeho lehké bombardovací varianty s dvěma proudovými motory, označenou R2Y2 Keiun-Kai. Tuto verzi měly pohánět dva motory Išikawadžima Ne-330, umístěné v gondolách pod křídlem. Náklad pum by byl pravděpodobně 800 kg. Do konce války práce na této variantě výrazně nepokročily.

## Specifikace

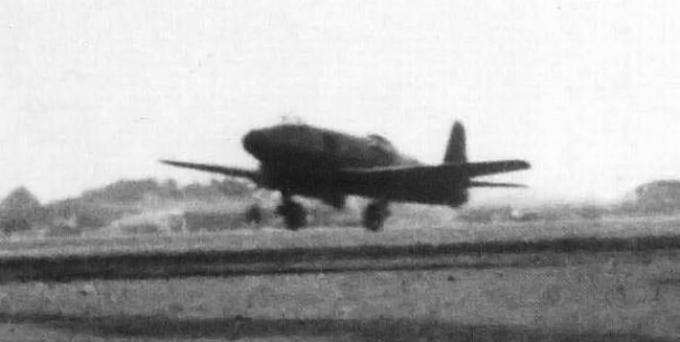
R2Y Keiun

### Technické údaje
- Osádka: 2
- Rozpětí: 14,00 m
- Délka: 13,05 m
- Výška: 4,24 m
- Nosná plocha: 34,0 m²
- Plošné zatížení: 238 kg/m²
- Hmotnost prázdného letounu: 6 015 kg
- Plná hmotnost: 8100 kg
- Max. vzletová hmotnost: 9 400 kg
- Pohonná jednotka: 1 × vidlicový 24válec Aiči Ha-70[p 1]
  - Výkon motoru: 3 400 hp (2 536 kW)

### Výkony
- Nejvyšší rychlost: 770 km/h
- Dostup: 11 700 m
- Stoupavost: 476 m/min
- Dolet: 3 610 km